# G-Dragon 2017 World Tour: Act III, M.O.T.T.E
《G-Dragon 2017 World Tour: Act III, M.O.T.T.E"》는 지드래곤의 세 번째 단독 콘서트이자 두 번째 월드 투어로, 서울월드컵경기장에서 첫 공연이 열렸다. 2013년 개최 된 싸이의 단독 콘서트 이후 두 번째 솔로 아티스트 공연이기도 하다. 또한 이 투어는 미국에서 가장 규모가 큰 한국 아티스트의 투어 중 하나이자, 한국인 솔로 아티스트로는 최대 규모의 투어이다.

## 기획
2017년 1월, YG 엔터테인먼트는 지드래곤이 2017년에 발매될 새로운 솔로 앨범과 새로운 콘서트 투어를 개최한다고 있다고 발표했다. 3월 31일, 지드래곤이 6월 10일 월드 투어의 첫 시작을 여는 콘서트를 개최하는 것이 여러 언론 매체에 의해 보도되었다. YG 엔터테인먼트는 일주일 후 공식 채널을 통해 공식 포스터와 함께 지드래곤이 싸이 이후 서울월드컵경기장에서 두 번째 솔로 아티스트로 콘서트 'G-DRAGON 2017 CONCERT: 母胎'를 개최한다고 밝혔다. 4월 25일, 아시아, 북미, 오세아니아 전역의 18개 도시를 순회하며 다른 날짜가 공개 될 것이라고 발표했다.
6월 중순에는 홍콩, 필리핀, 인도네시아, 말레이시아 및 대만의 공연을 포함한 아시아 지역의 추가 일정이 발표되었다. 6월 26일, YG 엔터테인먼투는 지드래곤이 유럽에서 단독 공연을 선보인 것은 처음으로 5개 유럽 도시를 추가했다. 7월 19일, 말레이시아에서의 콘서트가 9월 16일부터 9월 17일까지 말레이시아의 날 축하 행사로 인해 재조정되었다고 발표했다. 유명한 디자이너이자 감독인 윌로 페론은 이전에는 리한나, 칸예 웨스트 및 드레이크와 같은 국제 아티스트와 함께 작업하였고, 이 투어의 크리에이티브 디렉터로 작업하였다.

## 평가
한국에서는 콘서트 티켓 판매가 4월 13일에 시작되어 8분 안에 모든 티켓이 매진되었다. 서울에서 매진 된 이 공연은 티켓 판매만으로 4만명의 관중을 모았고 44억 원의 매출을 기록했다. 일본에서는 일본 5회 공연에서 26만명의 관객을 불러 들여 두 번째로 돔 투어를 개최하는 최초의 외국인 솔로 아티스트로 기록 되었다. 마카오에서는 티켓을 발매한지 얼마 되지 않아 매진되었으며, 많은 팬들의 요청으로 인해 6월 18일에 두 번째 공연이 추가되었다. 두 공연은 모두 매진되었고, 총 22,000명의 관객을 불러 모았다.
홍콩 공연은 아시아 월드 엑스포에서 단일 공연으로는 가장 많은 관객을 기록했으며, 한 공연에서 18,200명의 팬과 두 공연의 매진으로 총 36,400명의 팬을 불러 모았다.

## 세트 리스트
1. "Heartbreaker"
2. "Breathe"
3. "소년이여 (A Boy)"
4. "But I Love You"
5. "악몽 (Obsession)"
6. "미치GO"
7. "One of a Kind"
8. "R.O.D" (with CL)
9. "The Leaders" (with CL)
10. "그XX"
11. "Black"
12. "Palette" (with 아이유)
13. "Missing You" (with 아이유)
14. "니가 뭔데 (Who You?)"
15. "너무 좋아 (I Love It)"
16. "Today"
17. "크레용"
18. "SUPER STAR"
19. "INTRO. 권지용 (Middle Fingers-Up)"
20. "개소리 (BULLSHIT)"
21. "OUTRO. 신곡(神曲) (Divina Commedia)"

앵콜
1. "This Love"
2. "삐딱하게 (Crooked)"
3. "무제(無題) (Untitled, 2014)"

## 투어 일정
| 날짜            | 도시            | 국가           | 장소                                  | 스페셜 게스트 | 관객 수      |
| 아시아          | 아시아          | 아시아         | 아시아                                | 아시아        | 아시아       |
| --------------- | --------------- | -------------- | ------------------------------------- | ------------- | ------------ |
| 2017년 6월 10일 | 서울            | 대한민국       | 서울월드컵경기장                      | 아이유, CL    | 40,000명     |
| 2017년 6월 17일 | 마카오 (코타이) | 중국           | 코타이 아레나                         | 빈칸          | 22,000명     |
| 2017년 6월 18일 | 마카오 (코타이) | 중국           | 코타이 아레나                         | 빈칸          | 22,000명     |
| 2017년 6월 24일 | 싱가포르        | 싱가포르       | 싱가포르 인도어 스타디움              | 빈칸          | 15,000       |
| 2017년 6월 25일 | 싱가포르        | 싱가포르       | 싱가포르 인도어 스타디움              | 빈칸          | 15,000       |
| 2017년 7월 7일  | 방콕            | 태국           | 임팩트 아레나 무앙 통 타니            | 빈칸          | 20,000명     |
| 2017년 7월 8일  | 방콕            | 태국           | 임팩트 아레나 무앙 통 타니            | 빈칸          | 20,000명     |
| 북아메리카      |                 |                |                                       |               |              |
| 2017년 7월 11일 | 시애틀          | 미국           | 키 아레나                             | 빈칸          | 6,246명      |
| 2017년 7월 14일 | 산호세          | 미국           | SAP 센터                              | 빈칸          | 9,031명      |
| 2017년 7월 16일 | 잉글우드        | 미국           | 더 포럼                               | 빈칸          | 9,928명      |
| 2017년 7월 19일 | 휴스턴          | 미국           | 도요타 센터                           | 빈칸          | 5,708명      |
| 2017년 7월 21일 | 시카고          | 미국           | 유나이티드 센터                       | 빈칸          | 7,035명      |
| 2017년 7월 15일 | 마이애미        | 미국           | 아메리칸 에어라인스 아레나            | 빈칸          | 4,481명      |
| 2017년 7월 27일 | 브루클린, 뉴욕  | 미국           | 바클레이스 센터                       | 빈칸          | 7,920명      |
| 2017년 7월 30일 | 토론토          | 캐나다         | 에어 캐나다 센터                      | 빈칸          | 9,525명      |
| 오세아니아      |                 |                |                                       |               |              |
| 2017년 8월 5일  | 시드니          | 오스트레일리아 | 쿠도스 뱅크 아레나                    | 빈칸          | 빈칸         |
| 2017년 8월 8일  | 브리즈번        | 오스트레일리아 | 브리즈번 엔터테인먼트 센터            | 빈칸          | 2,103명      |
| 2017년 8월 12일 | 멜버른          | 오스트레일리아 | 하이센스 아레나                       | 빈칸          | 빈칸         |
| 2017년 8월 16일 | 오클랜드        | 뉴질랜드       | 스파크 아레나                         | 빈칸          | 빈칸         |
| 아시아          |                 |                |                                       |               |              |
| 2017년 8월 19일 | 복강            | 일본           | 후쿠오카 돔                           | 빈칸          | 260,000명    |
| 2017년 8월 22일 | 대판            | 일본           | 쿄세라 돔 오사카                      | 빈칸          | 260,000명    |
| 2017년 8월 23일 | 대판            | 일본           | 쿄세라 돔 오사카                      | 빈칸          | 260,000명    |
| 2017년 8월 25일 | 홍콩 (첵랍콕)   | 중국           | 아시아 월드 아레나                    | 빈칸          | 36,000명     |
| 2017년 8월 26일 | 홍콩 (첵랍콕)   | 중국           | 아시아 월드 아레나                    | 빈칸          | 36,000명     |
| 2017년 9월 1일  | 마닐라          | 필리핀         | 스마트 아라네따 콜로세움              | 다라          | 빈칸         |
| 2017년 9월 3일  | 자카르타        | 인도네시아     | 인도네시아 컨벤션 엑서비션 (ICE Hall) | 빈칸          | 빈칸         |
| 2017년 9월 16일 | 쿠알라룸푸르    | 말레이시아     | 메르데카 스타디움                     | 빈칸          | 12,000명     |
| 2017년 9월 19일 | 도쿄            | 일본           | 도쿄 돔                               | 빈칸          | [ a ]        |
| 2017년 9월 20일 | 도쿄            | 일본           | 도쿄 돔                               | 빈칸          | [ a ]        |
| 유럽            |                 |                |                                       |               |              |
| 2017년 9월 23일 | 버밍엄          | 영국           | 버밍엄 겐팅 아레나                    | 빈칸          | 빈칸         |
| 2017년 9월 24일 | 런던            | 영국           | 웸블리 아레나                         | 빈칸          | 빈칸         |
| 2017년 9월 26일 | 암스테르담      | 네덜란드       | 지고 돔                               | 빈칸          | 빈칸         |
| 2017년 9월 28일 | 파리            | 프랑스         | 아코르 호텔 아레나                    | 빈칸          | 빈칸         |
| 2017년 9월 30일 | 베를린          | 독일           | 메르세데스-벤츠 아레나                | 빈칸          | 9,161명      |
| 아시아          |                 |                |                                       |               |              |
| 2017년 10월 7일 | 대북            | 중화민국       | 타이베이난강전시센터                  | 빈칸          | 22,000명     |
| 2017년 10월 8일 | 대북            | 중화민국       | 타이베이난강전시센터                  | 빈칸          | 22,000명     |
| 총계            | 총계            | 총계           | 총계                                  | 총계          | 약 654,000명 |

## 박스 오피스 스코어
| 장소                       | 국가                     | 티켓 판매량 / 총 티켓 수 | 입장 수익  |
| -------------------------- | ------------------------ | ------------------------ | ---------- |
| 더 포럼                    | 잉글우드, 캘리포니아 주  | 9,928 / 10,957 (91%)     | $1,354,697 |
| 브리즈번 엔터테인먼트 센터 | 브리즈번, 오스트레일리어 | 2,103 / 2,351 (89%)      | $401,154   |